# Boreviulisoma liouvillei
Boreviulisoma liouvillei är en mångfotingart som beskrevs av Broelemann 1928. Boreviulisoma liouvillei ingår i släktet Boreviulisoma och familjen orangeridubbelfotingar. Inga underarter finns listade i Catalogue of Life.